# Shahrestān-e Dashtī
Shahrestān-e Dashtī (persiska: شهرستان دشتی, دشتی) är en delprovins (shahrestan) i Iran.   Den ligger i provinsen Bushehr, i den centrala delen av landet, 800 km söder om huvudstaden Teheran.
Delprovinsen hade 86 319 invånare 2016.